# Deaminace

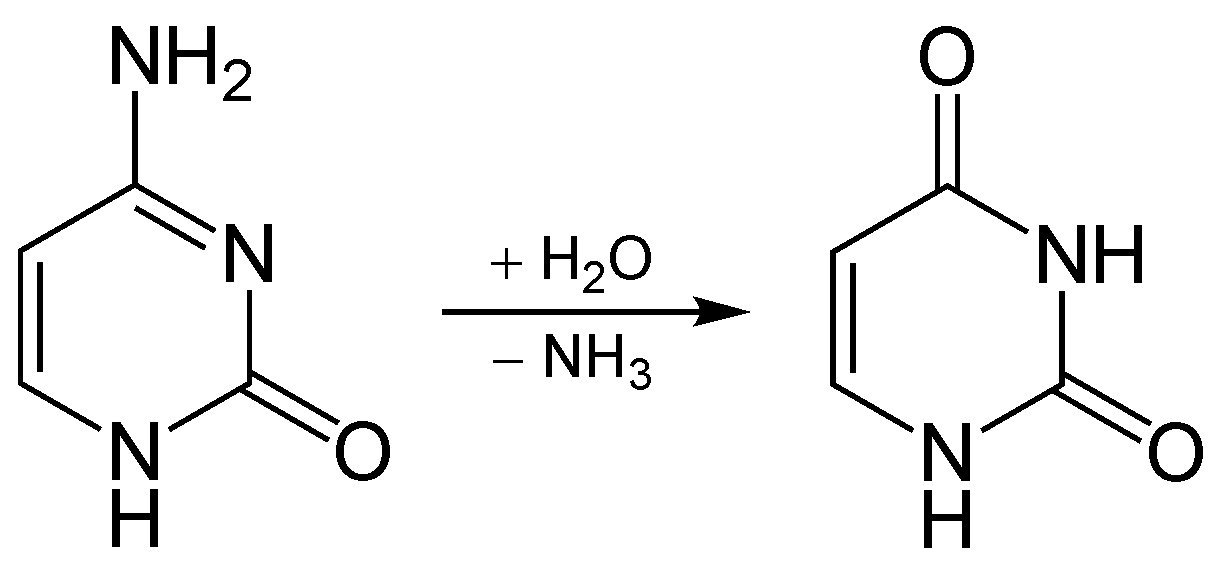
Příklad deaminace: přeměna cytosinu v uracil

Deaminace je odstranění aminoskupiny (-NH2) od molekuly.
V lidském těle deaminace probíhá primárně v játrech, i když glutamát se deaminuje také v ledvinách. Deaminace je proces, kterým jsou aminokyseliny rozebírány, když je v těle příliš mnoho bílkovin. Aminoskupina je odstraněna z aminokyseliny a je přeměněna na amoniak (čpavek) za vzniku 2-oxo- (α-keto-) kyseliny, obecně:
RCH(NH2)COOH + H2O → RCOCOOH + NH3
Zbytek aminokyseliny je tvořen většinou uhlíkem a vodíkem, a je recyklovaný anebo oxidovaný pro výrobu energie. Amoniak je pro člověka jedovatý a enzymy ho změní na močovinu nebo kyselinu močovou přidáním molekul oxidu uhličitého (které se nepovažuje za proces deaminace) v močovinovém cyklu, který také probíhá v játrech. Močovina a kyselina močová může bezpečně přejít do krve a pak být vyloučena v moči.